# باشگاه فوتبال سیاتل ساندرز (۱۹۷۴–۱۹۸۳)
سیاتل ساندرز یک تیم فوتبال حرفه‌ای آمریکایی مستقر در سیاتل، واشنگتن بود. این تیم که در سال ۱۹۷۴ تأسیس شد، به لیگ فوتبال آمریکای شمالی تعلق داشت که در آن فوتبال داخل و خارج از سالن بازی می‌کرد. این تیم پس از فصل ۱۹۸۳ ان‌ای‌اس‌ال منحل شد، اما این نام در سال ۱۹۹۴ برای یک تیم دسته پایین‌تر و سیاتل ساندرز اف‌سی از ام‌ال‌اس، که در سال ۲۰۰۷ تأسیس شد، احیا شد.
از سرمربیان این باشگاه می‌توان به جان بست، جیمی گابریل، آلن هینتون و لوری کالووی اشاره کرد.